# Pont Bolchoï Moskvoretski
Le pont Bolchoï Moskvoretski (en russe : Большой Москворецкий мост) est un pont en arc en béton qui enjambe la rivière Moskova à Moscou, en Russie.

## Description

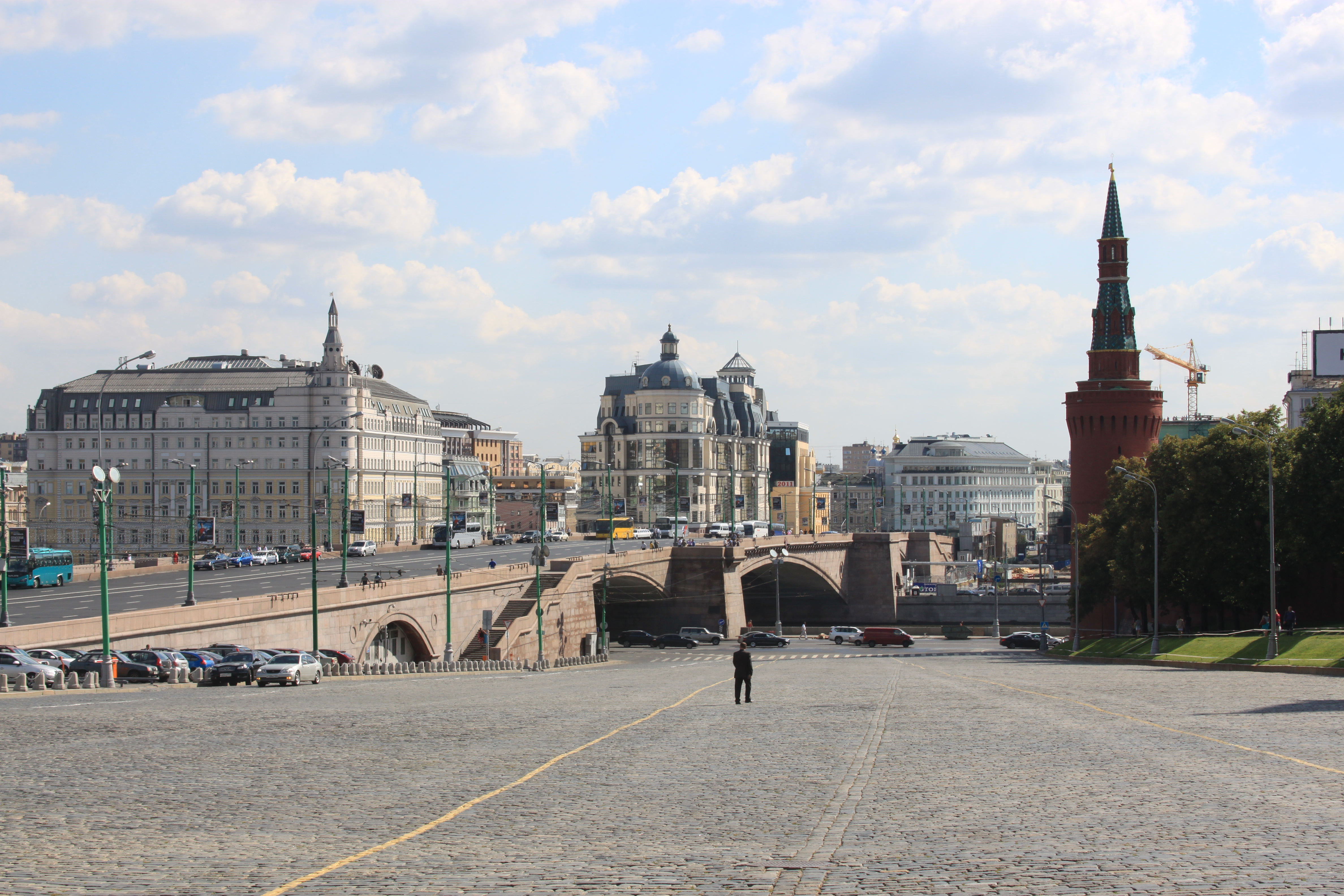
Le pont Bolchoï Moskvoretski en 2011.

Située immédiatement à l'est du Kremlin de Moscou, le pont relie la Place Rouge à la rue Bolshaya Ordynka dans l'arrondissement de Zamoskvoretche.
Construit en 1936-1937, il a été conçu par V. S. Kirillov (ingénierie structurelle) et Alexeï Chtchoussev (conception architecturale).

## Ponts précédents
Précédemment, des ponts de bois ont été utilisés à l'emplacement du pont, au moins depuis le XVe siècle, comme en témoigne le vénitien Ambrogio Contarini, qui a traversé Moscou en 1476. Par la suite, un premier pont permanent a été construit en 1829, à environ 50 mètres à l'ouest du site actuel. Il était vaguement basé sur le pont Kamennoostrovski à Saint-Pétersbourg conçu par Agustín de Betancourt. Le pont a brûlé en 1871.
En 1935-1938, tous les ponts du centre-ville de Moscou ont été remplacés par des ponts à grande capacité. Ce pont est le premier à être achevé et est le seul pont en béton des années 1930. Le pont a été placé au point le plus étroit de la rivière Moskova, à l'ouest de son prédécesseur et en conséquence, des pâtés de maisons de Zariadié et de Baltschug (de) ont été rasés pour faire place à la construction. C'est ce pont qui est actuellement visible.

## Histoire
Plusieurs événements s'y sont déroulés :
- en juillet 1960, le militaire Oleg Penkovsky approche des étudiants américains passant sur ce pont pour leur transmettre un message dans lequel il propose d'espionner pour les États-Unis ;
- le 27 mai 1987, l'aviateur allemand Mathias Rust atterri sur le pont[1] ;
- le 27 février 2015, l'homme politique Boris Nemtsov est assassiné alors qu'il traversait ce pont[2].